# Jake Short
Jake Short (Indianapolis, Indiana, 1997. május 30. –) amerikai színész.
Legismertebb alakítása Oliver a 2013 és 2015 között futott Szuperdokik és a 2016-os Laborpatkányok: Az elit csapat című sorozatokban. Ezen kívül a Zsenipalánták című sorozatban is szerepelt.

## Pályafutása
Első fontos szerepe Fletcher Quimby volt a Disney Channel Zsenipalánták című sorozatában. Szerepelt a 2009-es Csodakavics filmben.
2013-ban Oliver volt a Disney XD a Szuperdokik című sorozatában. Majd annak spin-offjában a Laborpatkányok: Az elit csapat című sorozatban.

## Filmográfia

### Film
| Év   | Magyar cím                         | Eredeti cím                 | Szerep            | Magyar hang  |
| ---- | ---------------------------------- | --------------------------- | ----------------- | ------------ |
| 2020 |                                    | Supercool                   | Neil              |              |
| 2020 |                                    | This Is the Year            | Mikey             |              |
| 2019 |                                    | Confessional                | Sai               |              |
| 2018 |                                    | #Roxy                       | Cyrus Nollen      |              |
| 2012 |                                    | A Son Like You              | Eli               |              |
| 2011 |                                    | It Is Dark in Here          | Adam              |              |
| 2009 | Csodakavics                        | Shorts                      | Nose Noseworthy   | Glósz András |
| 2007 | Anna Nicole – Mindhalálig Playmate | The Anna Nicole Smith Story | Daniel gyerekként | Penke Soma   |

### Televízió
| Év        | Magyar cím                     | Eredeti cím           | Szerep          | Megjegyzések                                                                    |
| --------- | ------------------------------ | --------------------- | --------------- | ------------------------------------------------------------------------------- |
| 2020      |                                | The First Team        | Mattie Sullivan | főszereplő                                                                      |
| 2018      |                                | All Night             | Fig             | főszereplő                                                                      |
| 2016      | Laborpatkányok: Az elit csapat | Lab Rats: Elite Force | Oliver          | főszereplő magyar hangja Boldog Gábor                                           |
| 2015      | Laborpatkányok                 | Lab Rats              | Oliver          | 1 epizód: Laborpatkányok kontra Szuperdokik, 1. rész magyar hangja Boldog Gábor |
| 2014      |                                | Just Kidding          | Jake            | 1 epizód: Just a Catchphrase                                                    |
| 2014      | Vigyázz, kész, rajz!           | Win, Lose or Draw     | önmaga          | 3 epizód versenyző                                                              |
| 2013–2015 | Szuperdokik                    | Mighty Med            | Oliver          | főszereplő magyar hangja Boldog Gábor                                           |
| 2011–2014 | Zsenipalánták                  | A.N.T. Farm           | Fletcher Quimby | főszereplő magyar hangja Boldog Gábor                                           |
| 2011      |                                | $h*! My Dad Says      | Timmy           | 1 epizód: Goodson Goes Deep                                                     |
| 2010      |                                | Futurestates          | Tyler           | 1 epizód: The Other Side                                                        |
| 2009      | Dexter                         | Dexter                | Scott Smith     | 3 epizód                                                                        |
| 2009      | Zeke és Luther                 | Zeke and Luther       | Kenny Coffey    | 1 epizód: A profi bratyók                                                       |